# Lathrolestes obscurellus
Lathrolestes obscurellus är en stekelart som först beskrevs av Davis 1897.  Lathrolestes obscurellus ingår i släktet Lathrolestes och familjen brokparasitsteklar. Inga underarter finns listade i Catalogue of Life.